# Mikroregion Jindřichohradecko-DSO Jindřichohradecko
Mikroregion Jindřichohradecko-DSO Jindřichohradecko je dobrovolný svazek obcí v okresu Jindřichův Hradec, jeho sídlem je Jindřichův Hradec a jeho cílem je regionální rozvoj. Sdružuje celkem 18 obcí a byl založen v roce 2002.

## Obce sdružené v mikroregionu
- Světce
- Velký Ratmírov
- Jindřichův Hradec
- Nová Včelnice
- Horní Radouň
- Roseč
- Lodhéřov
- Střížovice
- Vícemil
- Horní Skrýchov
- Kostelní Radouň
- Deštná
- Okrouhlá Radouň
- Rodvínov
- Člunek
- Hospříz
- Jarošov nad Nežárkou
- Bednáreček